# Les Petits Bourgeois (Balzac)
Ne doit pas être confondu avec Les Petits Bourgeois (Gorki).
Les Petits Bourgeois est un roman d’Honoré de Balzac paru en 1855 chez Kiessling, éditeur à Bruxelles, puis en 1856 chez Potter, où il est classé dans les Scènes de la vie parisienne de La Comédie humaine.
Par « petits bourgeois », l’auteur entendait « les cols blancs », c’est-à-dire le niveau le plus bas de la classe moyenne de l’époque, tant intellectuel que social. Une classe « en développement » à l’époque, pour laquelle Balzac n’est pas tendre, exprimant même parfois un mépris outragé.

## Thème
Marie-Jeanne-Brigitte Thuillier, vieille fille et femme d’affaires avisée, a créé un florissant commerce de sacs pour la Banque, qu’elle a ensuite revendu et qui lui assure un confortable revenu. Elle a été sacrifiée pour son frère, comme mademoiselle Armande d’Esgrignon dans Le Cabinet des Antiques, mais, comme elle, la « sacrifiée » ne lui garde aucune rancune. Au contraire, elle a même pris sur son frère un ascendant bienveillant, malgré la médiocrité du personnage qui, bien qu’homme séduisant, n’arrive à rien dans ses études et se retrouve simple employé de bureau. Brigitte Thuillier protège la fille illégitime de son frère, Céleste Colleville, dont la mère naturelle, Flavie Colleville, est dévorée d’ambition et entourée d’amants.
Balzac replonge dans le monde des employés de bureau déjà largement traité dans Les Employés ou La Femme supérieure, la femme supérieure étant ici Flavie Colleville mère, qui intrigue auprès des puissants personnages qu’elle séduit pour faire avancer la carrière de son mari. En effet, Colleville, simple employé, tout comme Thuillier, espère une promotion sociale pour lui-même et ses enfants. Les intrigues vont bon train, surtout lorsque l’avocat Théodose de La Peyrade (neveu du redoutable Peyrade) s’en mêle. Il s’agit d’obtenir la main et la dot de Céleste (Colleville) Thuillier déjà convoitée par Minard (un autre employé). Théodose de La Peyrade cherche à appâter mademoiselle Marie-Jeanne-Brigitte Thuillier par une opération immobilière dont le bénéfice irait à Céleste Colleville (à laquelle Balzac a donné le nom de Modeste Thuillier pour éviter la confusion). Mais le roman reste tout de même confus et l’auteur s’en désintéresse au point de le laisser inachevé.
Sans doute avait-il en tête une fresque plus importante : les personnages sont innombrables, les intrigues compliquées, et beaucoup de « profils » avaient déjà été campés dans Les Employés ou La Femme supérieure dont il recyclait diverses parties. Le manuscrit initial s’arrête brutalement. Les travaux de Charles Rabou, qui parvint à doubler le volume du texte d’origine avec Ewelina Hańska, ont été très discutés à la parution de l’ouvrage et restent encore discutables, tant et si bien que la Bibliothèque de la Pléiade publie au tome VIII le manuscrit d’origine, d’une part, et les rajouts, de l’autre.